# Ventosa del Río Almar
Ventosa del Río Almar es un municipio y localidad española de la provincia de Salamanca, en la comunidad autónoma de Castilla y León. Se integra dentro de la comarca de la Tierra de Peñaranda. Pertenece al partido judicial de Peñaranda y a la Mancomunidad Margañán.
Su término municipal está formado por un solo núcleo de población, ocupa una superficie total de 18,02 km² y según los datos demográficos recogidos en el padrón municipal elaborado por el INE en el año 2017, cuenta con una población de 116 habitantes.

## Símbolos

### Escudo
El escudo heráldico que representa al municipio fue aprobado el 26 de diciembre de 2014 con el siguiente blasón:

«Escudo de plata con un monte de sinople, en el que se abren varias cuevas, puesto sobre ondas de plata y azur, el monte sumado a la diestra de un olmo al natural, y a la siniestra de la torre de la iglesia, también de su color. Timbrado de la Corona Real Española»
Boletín Oficial de Castilla y León nº 58 de 25 de marzo de 2015

## Etimología
Ventosa es calificativo que alude a una villa batida por el viento. El complemento específica la ubicación del lugar a orillas del Río Almar. Probablemente almar equivale a alamar, voz registrada en abundantes citas medievales, con el significado de 'alameda'.

## Historia

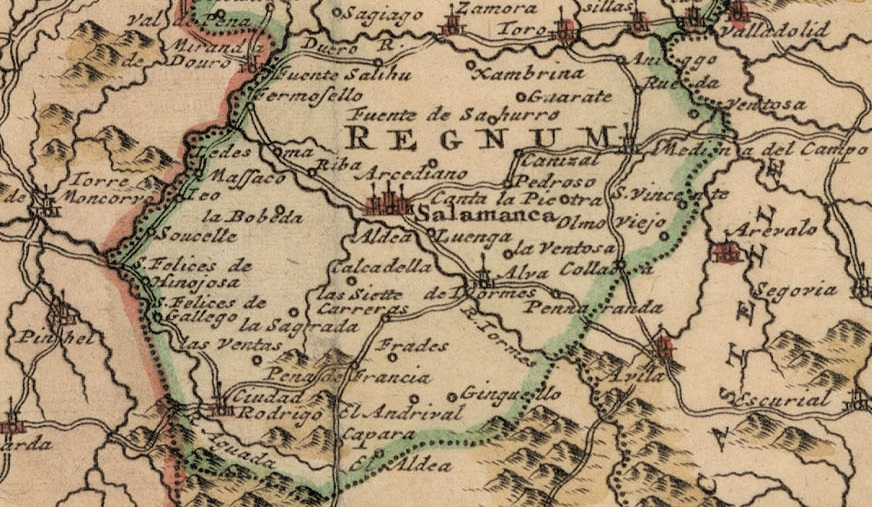
Detalle del mapa Nouvelle Carte d'Asturie, Galice et Leon, de principios del, en que se puede observar Ventosa del Río Almar.

Su fundación se remonta a la repoblación efectuada por los reyes de León en la Edad Media, quedando integrado en la jurisdicción de Alba de Tormes, dentro del Reino de León. Ventosa toma el apellido "del Río Almar" tanto por el río que cruza la localidad como por haberse encuadrado en la Edad Media en el cuarto de Rialmar de la Tierra de Alba. Con la creación de las actuales provincias en 1833, Ventosa del Río Almar quedó encuadrado en la provincia de Salamanca, dentro de la Región Leonesa, formando parte del partido de Peñaranda de Bracamonte.

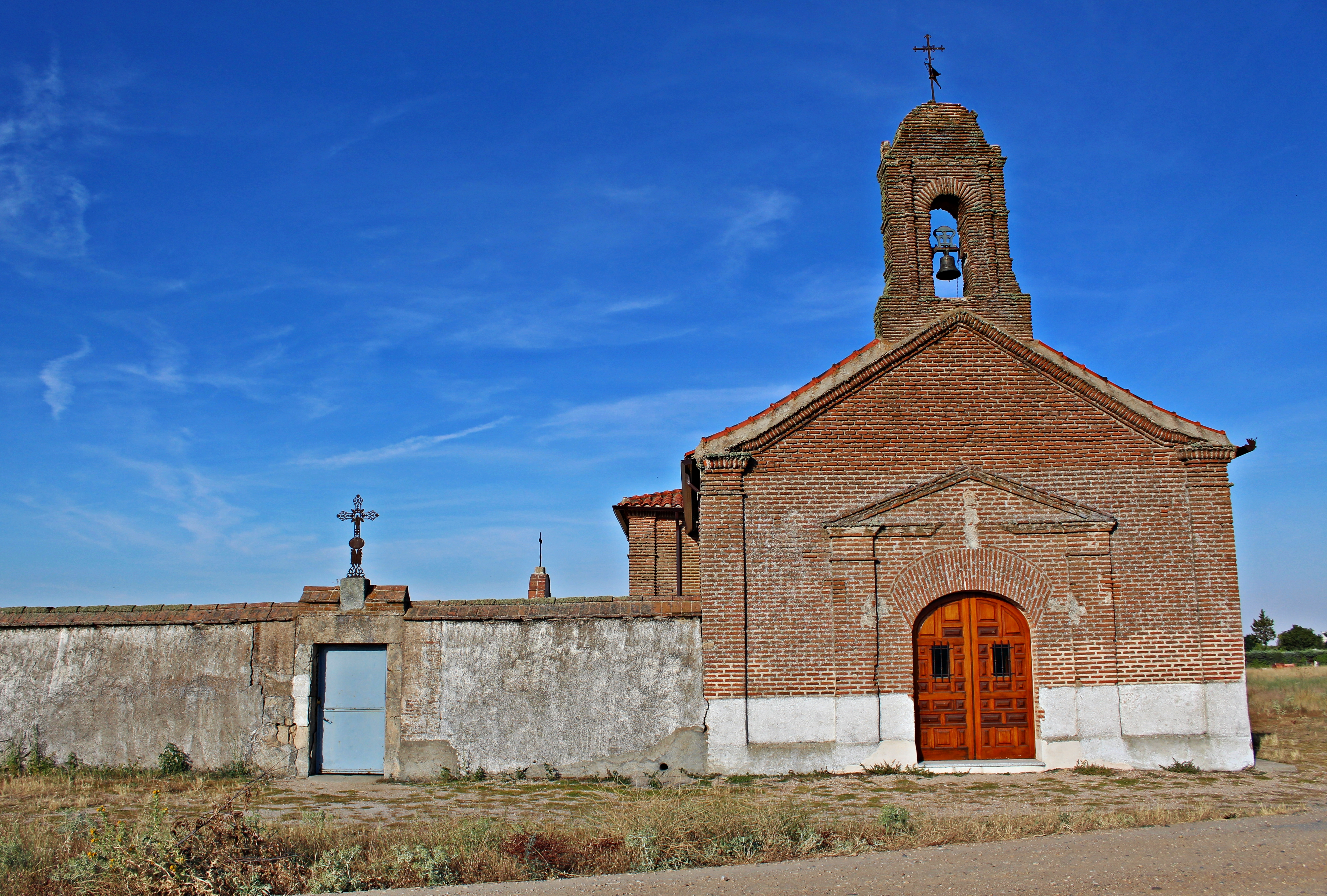
Ermita del Cristo de la Calzada, junto al cementerio.

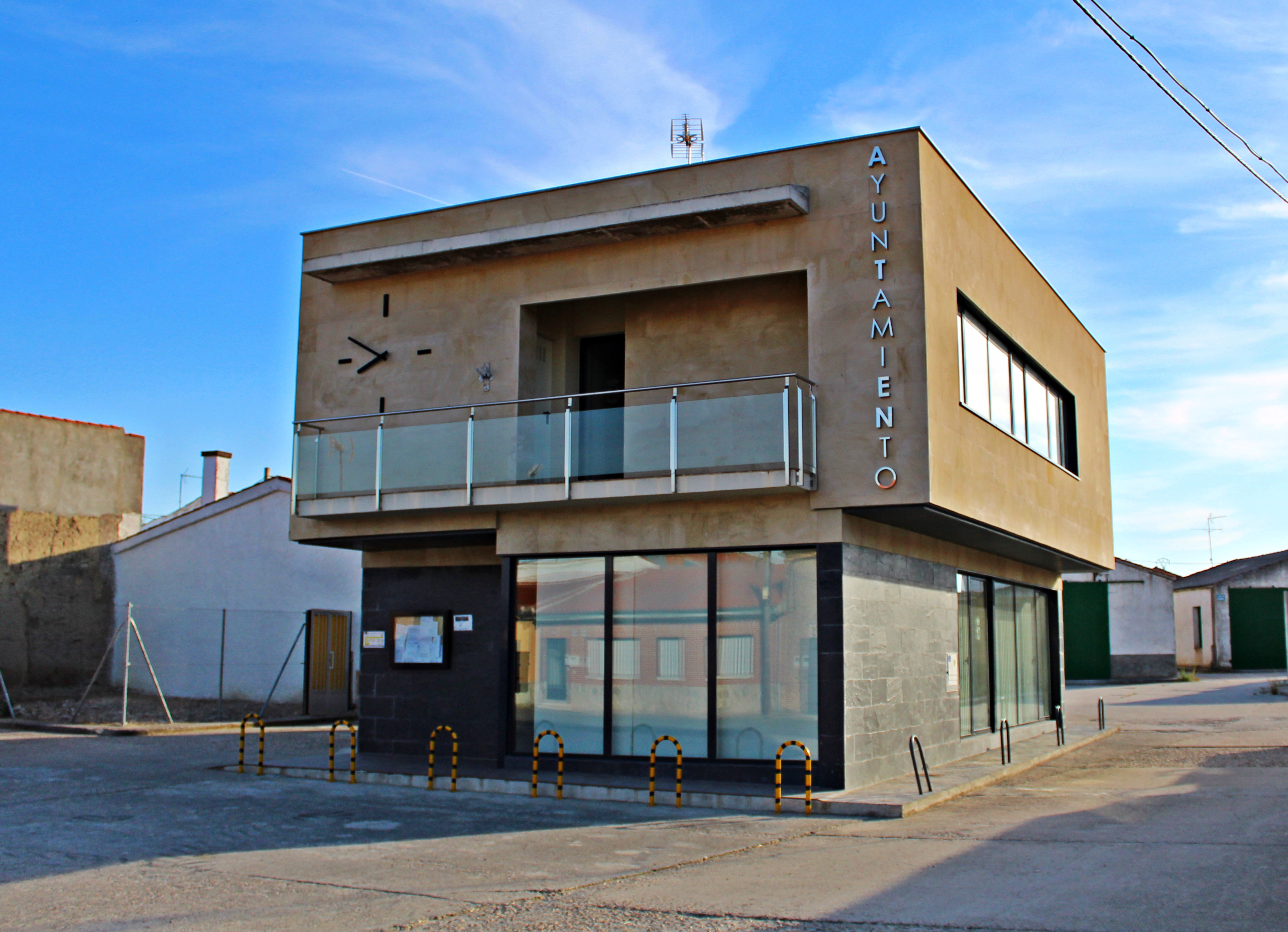
Casa consistorial.

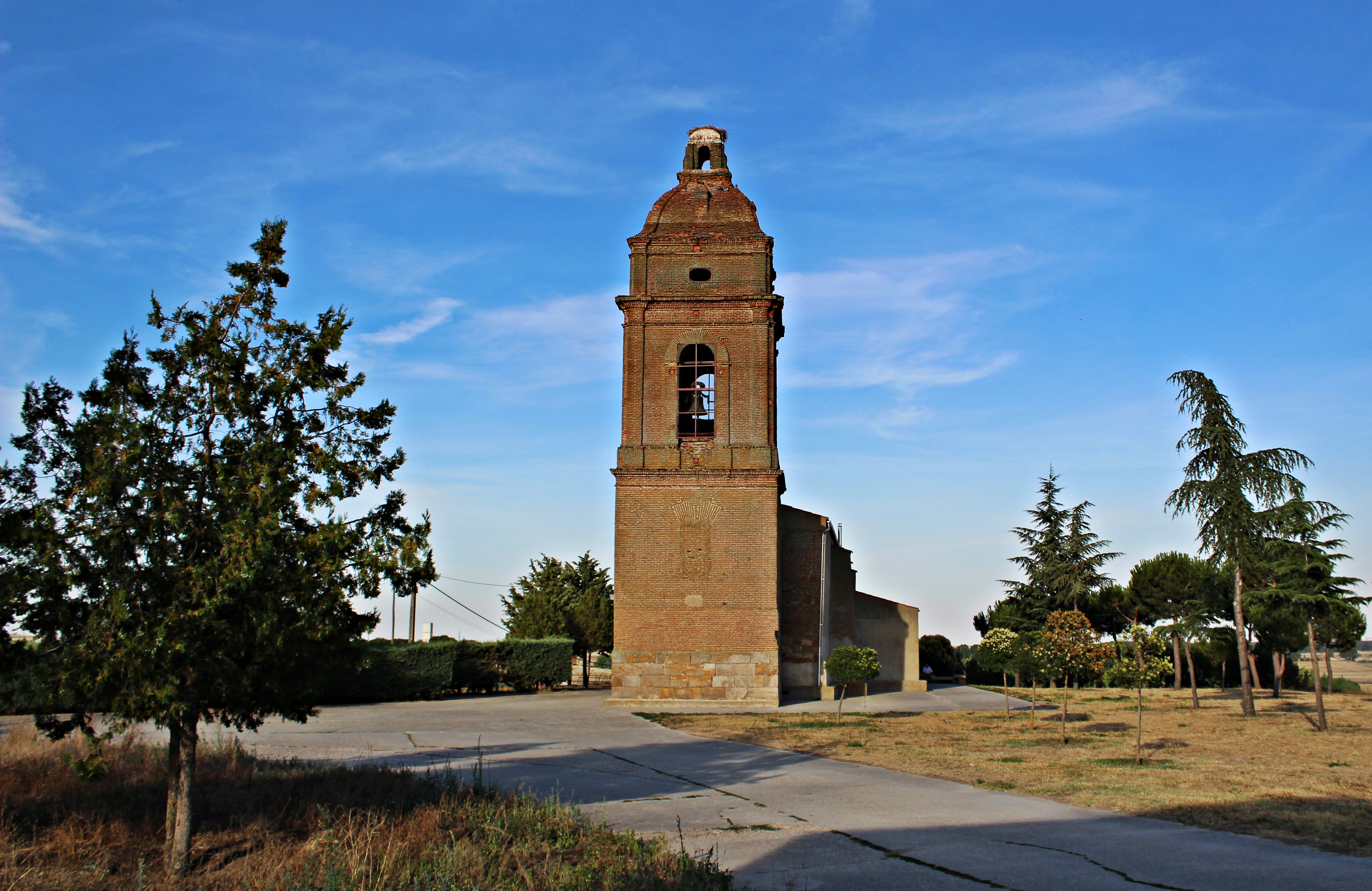
Torreón de la iglesia.

## Geografía humana

### Demografía
Cuenta con una población de 99 habitantes (INE 2024).
| Gráfica de evolución demográfica de Ventosa del Río Almar entre 1842 y 2024                                           |
| |
| Población de derecho según los censos de población del INE. Población de hecho según los censos de población del INE. |

## Administración y política
| Partido político                         | 2019  | 2019  | 2019       | 2015  | 2015  | 2015       | 2011  | 2011  | 2011       | 2007  | 2007  | 2007       | 2003  | 2003  | 2003       |
| Partido político                         | %     | Votos | Concejales | %     | Votos | Concejales | %     | Votos | Concejales | %     | Votos | Concejales | %     | Votos | Concejales |
| Partido Popular (PP)                     | 69,23 | 54    | 5          | 66,67 | 50    | 5          | 66,32 | 63    | 5          | 64,58 | 62    | 5          | 54,72 | 58    | 4          |
| Partido Socialista Obrero Español (PSOE) | 16,67 | 13    | 0          | 10,67 | 8     | 0          | 7,37  | 7     | 0          | 12,50 | 12    | 0          | 37,74 | 40    | 1          |
| Coalición SI por Salamanca (SI)          | —     | —     | —          | —     | —     | —          | 25,26 | 24    | 0          | —     | —     | —          | —     | —     | —          |